# Meseta del Volga
La meseta del Volga (en ruso: Приволжская возвышенность, Privolzhskaya vozvyshennost), o colinas del Volga, es una elevación de terreno de hasta 375 metros muy extendida (desde Kazán, en el norte, a Volgogrado, en el sur), unos 800 km en dirección sudoeste-noreste, en la parte europea de Rusia.
La meseta del Volga forma parte de la llanura europea oriental. El paisaje, formado por colinas, cae abruptamente hacia la orilla occidental del río Volga, opuesta a las llanuras de la orilla oriental.
La meseta es cruzada por varios ríos, entre ellos el Jopior, el Medveditsa y el Surá. El canal Volga-Don la cruza en sus confines meridionales, entre la meseta y las colinas de Yergeni. El límite sudoeste es el embalse de Tsimliansk, en el Don y el nordeste el de Kúibyshev, donde confluyen los ríos Volga y Kama.
El clima de la meseta es el propio de una zona climática continental, caracterizada por grandes fluctuaciones estacionales en la temperatura y poca lluvia. 
La meseta está escasamente poblada, fuera de las ciudades la densidad de población oscila entre 45-208 hab./km². Las ciudades más importantes situadas en la meseta (sobre todo en las orillas del Volga o en los límites de la meseta) son, de norte a sur: Kazán, Uliánovsk, Saransk, Penza, Syzran, Sarátov y Volgogrado.